# 錐体外路障害
錐体外路障害（すいたいがいろしょうがい、英語：extrapyramidal tract disorder）とは、運動神経線維（ニューロン）の遠心性経路で錐体路以外の経路（錐体外路）の障害のこと。多くは不随意運動を呈する。
「錐体外路」という呼称は歴史的な経緯によるものであるが、概念上の問題がある。

## 不随意運動
- 振戦（パーキンソン病）
- ミオクローヌス（クロイツフェルト・ヤコブ病、てんかん）
- 舞踏症状（ハンチントン病）
- チック（心理的要因）
- バリスムス(ballismus)
- アテトーゼ（脳性麻痺）
- ジストニー